# Gīlāpey
Gīlāpey (persiska: گيلاپی) är en ort i Iran.   Den ligger i provinsen Mazandaran, i den norra delen av landet, 120 km nordost om huvudstaden Teheran. Antalet invånare är 520.
Terrängen runt Gīlāpey är platt. Runt Gīlāpey är det ganska tätbefolkat, med 155 invånare per kvadratkilometer. Närmaste större samhälle är Āmol, 12,1 km sydost om Gīlāpey. Trakten runt Gīlāpey består till största delen av jordbruksmark.